# Giacinto Scelsi
Giacinto Scelsi [dʒaˈtʃinto ˈʃɛlsi] (ur. 8 stycznia 1905 w La Spezia, zm. 9 sierpnia 1988 w Rzymie) – włoski kompozytor i poeta.

## Edukacja i pierwszy okres twórczości
Jako dziecko większość czasu spędził w rodzinnym zamku Valva w Irpinii, gdzie prywatny nauczyciel uczył go łaciny, gry w szachy i fechtunku, a poza tym godzinami improwizował na starym fortepianie. Nigdy nie odbył formalnych studiów muzycznych[niewiarygodne źródło?], ale uczył się kompozycji u Ottorino Respighiego, Alfredo Caselli, Giacinta Sallustia w Rzymie, Egona Koehlera w Genewie, a od roku 1936 w Wiedniu zaczął zgłębiać tajniki dodekafonii, uczył się wówczas u Waltera Kleina. W 1927 roku wyjechał do Egiptu, gdzie po raz pierwszy poznał muzykę spoza kręgu europejskiego. Z roku 1930 pochodzi jedna z pierwszych znanych kompozycji Scelsiego – utwór Rotative na trzy fortepiany, instrumenty dęte i perkusję, wykonany po raz pierwszy przez Orchestre Symphonique de Paris pod dyrekcją Pierre'a Monteux w Sali Pleyela w Paryżu w roku 1931. W początkowym okresie działalności muzycznej zajmował się organizowaniem z Goffredem Petrassim koncertów muzyki współczesnej w Rzymie w 1934 roku. Innymi znaczącymi dziełami Scelsiego z pierwszego etapu twórczości są: Notturno na orkiestrę z roku 1931, Rapsodia romantica na orkiestrę z 1934 roku, Sinfonietta z roku 1943, Muzyka na orkiestrę smyczkową z 1944 roku. W tym czasie powstało też wiele muzyki kameralnej.

## Choroba i drugi okres twórczości
Po rozpoczętej w latach trzydziestych nauce dodekafonii kompozytor popadł w chorobę psychiczną. Jego twórczość, poddająca się dotąd wpływom stylów innych kompozytorów (Skriabina, Strawińskiego, Bartóka, Berga) oraz modnych estetyk i technik (futuryzmu, maszynizmu, neoklasycyzmu i dodekafonii) utknęła w martwym punkcie. Między latami 1948 i 1952 przestał w ogóle komponować. Scelsi wiele lat musiał spędzić w prywatnej szwajcarskiej klinice. Podczas tego pobytu napisał dwa ze swoich tekstów uważanych dziś za autoegzegezę ideowych podstaw jego poetyki (Art et connaissance oraz Son et musique) i wygłosił je podczas cyklu konferencji dla współpacjentów kliniki, w której przebywał. Ozdrowiał w cudowny sposób, dzięki uporczywemu graniu na pianinie tego samego dźwięku. Do tego właśnie przeżycia odwołał się w cyklu utworów orkiestrowych pt. Quatro Pezzi per orchestra (ciascuno su una nota) (1959), w którym każdy utwór praktycznie w całości oparty jest na jednej wysokości; pierwszy na dźwięku f, drugi na dźwięku h, trzeci na dźwięku as, czwarty na dźwięku a. Bogactwo muzyki uzyskane jest przez zmiany barwy, dynamiki, rytmu, sposobów artykulacji. Interesującym minimalistycznym pod tym względem utworem jest też Pwyll na flet solo z roku 1954. Tytuł zaczerpnął Scelsi od imienia druida. Utwór opatrzony został komentarzem:
"Pwyll" to imię druida. Muzyka przemawia sama za siebie; "Pwyll" być może nasuwa również obraz kapłana, który o zachodzie słońca wzywa anioła.
Uzupełnienie utworu "Pwyll" stanowi kompozycja Quays powstała w roku 1953, przeznaczona do wykonania na flet bądź flet altowy, dedykowana później Carine Levine. W latach czterdziestych odbył podróże do Azji, co zaowocowało fascynacją religią, filozofią i muzyką Wschodu. Na przełomie lat 1951-1952 osiedlił się w Rzymie w małym mieszkaniu na czwartym piętrze kamienicy przy via di San Teodoro nr 8. Mieszkał tam do końca życia.

## Okres mistyczny
Od momentu ozdrowienia całkowicie zmienił sposób tworzenia muzyki, od tej pory przestał pisać partytury. Dzieła zaczęły od tej pory powstawać na drodze wielogodzinnych improwizacji na fortepianie, Ondiolinie, gitarze, instrumentach perkusyjnych. Improwizacje rejestrowane były na taśmach, a następnie spisywane przez osobistych asystentów Scelsiego. Utwór spisany z nagrania opatrywał wskazówkami wykonawczymi. Taka oto metoda tworzenia muzyki odpowiadała idei "komprowizatora" – Scelsi nie uważał się za kompozytora, lecz za medium, które transcendentalnie otrzymuje muzykę. Jak sam ponadto twierdził, jego muzyka powstaje bez udziału myślenia – tak jak również poezja Scelsiego napisana i wydana w języku francuskim w latach 1949, 1954, 1962 w Paryżu. Przyczynę swej choroby psychicznej widział w tym, że w czasach, gdy studiował w Wiedniu dodekafonię, za dużo myślał.
Charakterystyczną cechą dojrzałej twórczości Scelsiego jest minimalizm oparty na uporczywym trzymaniu się tych samych wysokości i ich mikrotonowych rozwinięć. Scelsi był przeciwnikiem racjonalnego, uporządkowanego pisania muzyki w duchu apollińskim, cechującego się racjonalnym podejściem twórców, a stanowiącego istotę praktycznie całej muzycznej kultury europejskiej. Dla Scelsiego niezmierną rolę odgrywał w ogóle sam pojedynczy dźwięk:
Kiedy gramy bardzo długo jeden dźwięk, staje się on potężniejszy. Wzbiera do tego stopnia, że zaczynamy słyszeć harmonię, która narasta wewnątrz. Dźwięk nas ogarnia, obejmuje. Zapewniam was, że to cos innego. Wewnątrz dźwięku ukrywa się cały wszechświat, wraz z jego widmami, nigdy dotąd niesłyszanymi. Dźwięk wypełnia przestrzeń, w której się znajdujemy, otacza nas. Pływamy w jego wnętrzu. Ale dźwięk jest zarówno niszczycielem, jak i stwórcą. Bywa terapeutyczny. Może was uleczyć tak samo jak może zniszczyć. Kultura tybetańska naucza, że można zabić ptaka samym krzykiem. Nie wiem, czy dźwiękiem można by go także wskrzesić. W czasach elektroniki i laserów Tybetańczycy potrafią uśmiercać prostym krzykiem.
Do innych ważnych kompozycji Sceslsiego zaliczane są: La Naissance de Verbe do tekstu własnego (1948) – kompozytor zastosował tu kanon w 47 głosach i 12 różnych tonacjach – ciekawym utworem jest też Uaxactum z 1961 roku, gdzie użyte zostały fale Martenota. Scelsi działający również jako pisarz muzyczny był w latach 1943–1946 współredaktorem pisma La Suisse Contemporaine.

## Okres schyłkowy
Do interesujących kompozycji z późniejszego okresu zaliczamy: Kya na klarnet i 7 instrumentów (1959), Hurqualia na orkiestrę i instrumenty amplifikowane (1960), Khoom na sopran i zespół (1962), Nomos na dwie orkiestry i organy (1963), Chukrum na orkiestrę smyczkową (1963), Anahit na skrzypce i 18 instrumentów (1965), Anagamin na 11 instrumentów smyczkowych (1965), Konx-om-pax na chór, orkiestrę i organy (1969), Ogoludoglou na głos i perkusję (1969), Arc-en-ciel na dwoje skrzypiec (1973), Pfhat na chór i orkiestrę (1974), Kshara na dwa kontrabasy (1975), Maknongan na bas lub instrument basowy (1975). Scelsi stworzył też liczne utwory na instrumenty solowe, tytułował je zazwyczaj po prostu Tre Pezzi.